# Untertreibung
Untertreibung (engl. understatement) ist ein Stilmittel, das in der Rhetorik und anderen Bereichen verbreitet ist. Sie beinhaltet eine Abschwächung einer Aussage oder einer Handlung.

## Rhetorik
Eine Untertreibung trifft oft im Verbund mit einer Litotes auf. Der allgemeine Gegensatz in der Rhetorik ist die Übertreibung (Hyperbel).

### Im englischen Sprachraum
Im englischen Sprachraum ist mit „understatement“ vor allem gemeint, sich weniger dramatisch auszudrücken, als man es angesichts dramatischer Situationen erwarten könnte.
Extremes Untertreiben wird auch im englischen Humor, u. a. der Gruppe Monty Python, eingesetzt. Beispiel: Als in einer Filmszene von Der Sinn des Lebens auf einer Dinnerparty der allegorische Tod (Sensenmann, engl. „Grim Reaper“) erscheint, um alle Gäste zu holen, kommentiert einer der Gäste trocken: „Well, that’s cast rather a gloom over the evening, hasn’t it?“ (deutsch: „Nun, das hat ein wenig Trübsinn in den Abend gebracht, oder?“). 
Im Film Immer Ärger mit Harry wird, laut François Truffaut, von einer Leiche gesprochen, als sei sie eine Schachtel Zigaretten. Hitchcock kommentierte: „Mich amüsiert nichts mehr als die Komik des Untertreibens.“
Nicht ganz sicher historisch verbürgt, aber überaus berühmt ist die Begrüßung zwischen Henry Morton Stanley und David Livingstone. Stanley fand Livingstone, der seit 1869 als verschollen galt, nach einer achtmonatigen und über 11.000 Kilometer durch Zentralafrika führenden Suchexpedition am 10. November 1871 in Ujiji und sprach ihn mit der Wendung an: „Dr. Livingstone, I presume?“ („Dr. Livingstone, nehme ich an?“)
Auch im Journalismus des englischen Sprachraums, z. B. dem Stil der BBC, sind Untertreibungen zu finden. Ein Beispiel aus dem Journalismus: Der ägyptische Außenminister kommentierte in einem Interview mit dem BBC World Service 2006 die bürgerkriegsartigen Zustände im Irak folgendermaßen: „I think there’s a problem between Shias and Sunnis“. (dt.: „Ich denke, es gibt ein Problem zwischen den Schiiten und den Sunniten“.)

## Andere Bereiche
In der persönlichen Lebensführung Untertreibung einzusetzen, bedeutet zum Beispiel, nach außen hin auf bestimmte Statussymbole zu verzichten, die nach Ansicht weiter Bevölkerungskreise aber zu erwarten gewesen wären. Der englische Duke of Cambridge, Seine Königliche Hoheit Prinz William, bekam beispielsweise nach bestandener Führerscheinprüfung einen VW Golf statt eines Luxusautos geschenkt. Mit dieser Grundhaltung wird u. a. dokumentiert, dass man sich selbst nicht so wichtig nimmt und man lieber unter- als überschätzt werden möchte. Allgemein wird mit dem englischen Untertreiben auch die stoische Gelassenheit als Charakterzug der Engländer assoziiert.
Das Untertreiben ist kulturbedingt und hängt mit einem unterschiedlichen Verständnis von Macht zusammen. So ist nach Geert Hofstede in Regionen mit z. B. hoher Machtdistanz understatement eher nicht anzutreffen. Zu diesen Ländern gehören z. B. Russland oder die arabischen Emirate. Dort wird sehr viel Wert darauf gelegt, den sozialen Rang auch nach außen hin zu dokumentieren (z. B. durch Statussymbole). 
In der Schauspielkunst werden Untertreibungen häufig eingesetzt, um die Aufmerksamkeit des Publikums in einer bestimmten Szene besonders zu bündeln. Siehe Unterspielen.
Auch wird der Begriff des Untertreibens häufig in der Konzeption von Werbung und Marketing benutzt. Unternehmen, die in ihrer Öffentlichkeitsarbeit auf Untertreibungen setzen, verzichten auf vordergründige Effekte oder im Trend liegende Stilelemente. Dazu gehören auch hochwertige Kleidungsstücke, die bewusst ohne Markenlogo gestaltet werden, wenn der Fokus auf ein gutes Produkt anstatt auf große Namen gelenkt werden soll. 